# Le Corps sublimé
Pour plus de détails, voir Fiche technique et Distribution.
Le Corps sublimé est un film français réalisé par Jérôme de Missolz et sorti en 2007.

## Fiche technique
- Titre : Le Corps sublimé
- Réalisation : Jérôme de Missolz
- Scénario : Florence Denou et Jérôme de Missolz
- Photographie : Jérôme de Missolz, Olivier Guéneau et Ariane Damain
- Son : Patrick Genet
- Mixage : Jean-Marc Schick
- Montage : Élisabeth Just
- Musique : Mathieu Foldes
- Pays d'origine :  France
- Production : La Huit Production
- Durée : 166 minutes
- Date de sortie : France - 5 septembre 2007

## À propos du film
Le Corps sublimé est composé de quatre films consacrés à la photographie à partir de l'œuvre de trois artistes : Jan Saudek, Joel-Peter Witkin et Francesca Woodman.